# Тосно (футбольний клуб)
«Тосно» (рос. АНО «Футбольный клуб „Тосно“») — колишній російський футбольний клуб з міста Тосно Ленінградської області. Заснований 2013 року та розформований у 2018 році. Виступав у першості ФНЛ.

## Передісторія

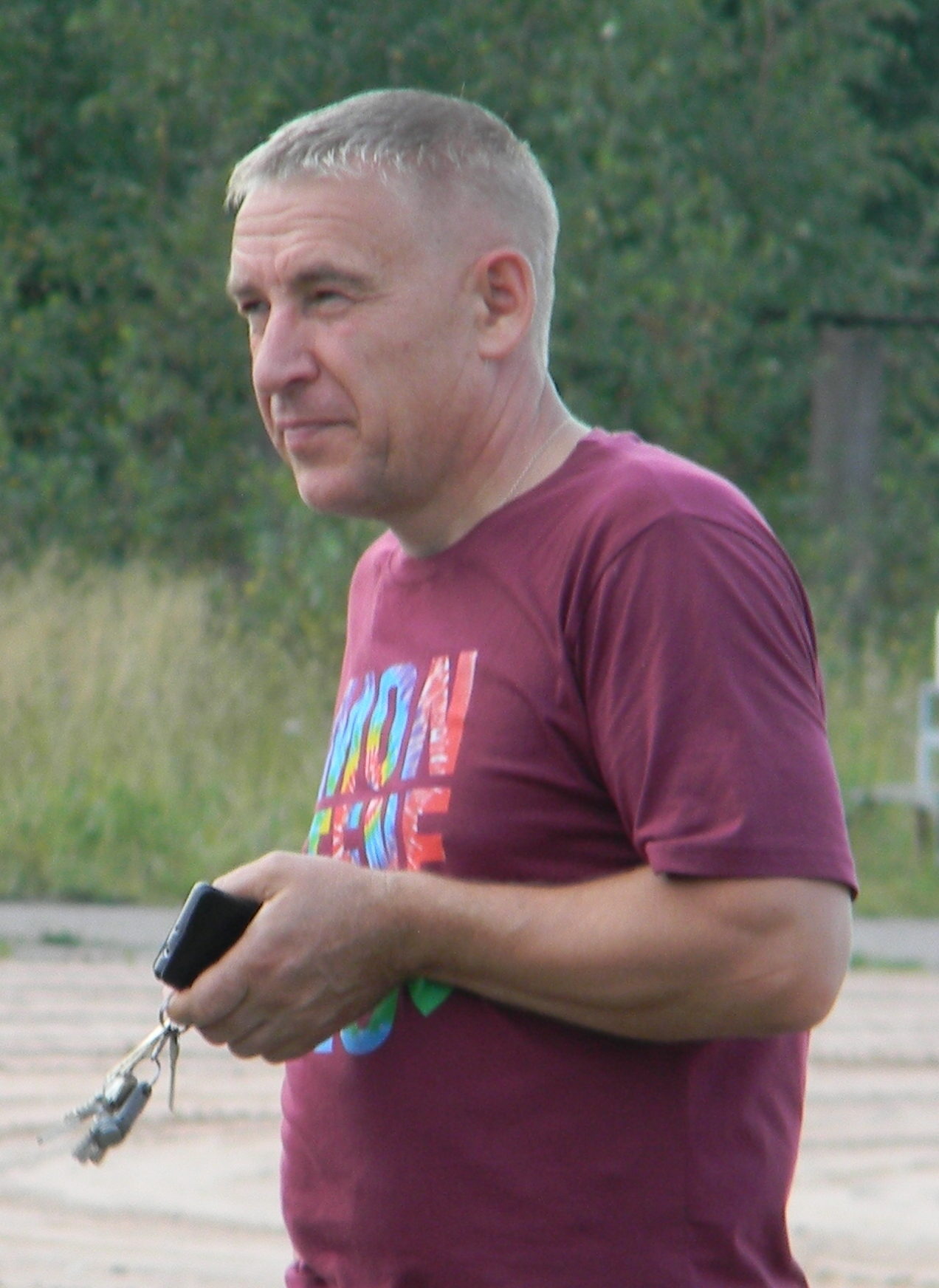
Леонід Хоменко, 2015

### «Ера»
У 1997—2008 роках в чемпіонаті Ленінградської області виступала команда «Ера» (Тосно). Директором і тренером клубу був Леонід Іванович Хоменко. У 2000—2001 роках клуб виступав під назвою «Тосно», в 2003, маючи назву «Ера-Інком», став бронзовим призером чемпіонату області. Фіналіст Кубку області 2002 року під назвою «Ера-Катерпіллер».
Виступи в чемпіонаті Ленінградської області
| Сезон | Місце | Примітки |
| ----- | ----- | -------- |
| 1997  | 10    |          |
| 1998  | 8     |          |
| 1999  | 13    |          |
| 2000  | 6     |          |
| 2001  | 8     |          |
| 2003  |       |          |

| Сезон | Місце | Примітки |
| ----- | ----- | -------- |
| 2004  | 8     |          |
| 2005  | 5     |          |
| 2006  | 6     |          |
| 2007  | 9     |          |
| 2008  | 9     |          |

Футбольний клуб «Тосно» був зареєстрований Хоменком наприкінці 2008 року. У 2009 році відбулося об'єднання з іншим аматорським клубом — «Руаном», під цією назвою команда виступала до 2013 року в чемпіонаті Ленінградської області. Хоменко був директором клубу у 2009—2010 роках.

### «Руан»
Команда «Руан» була заснована в Санкт-Петербурзі в 2005 році. Також проводила матчі в Кіровську, Тосно й Павлові.
| Сезон | Команда              | Турнір                                 | Місце | Примітки |
| ----- | -------------------- | -------------------------------------- | ----- | -------- |
| 2006  | Руан (СПб)           | Першість Санкт-Петербурга. Перша група | 7     |          |
| 2007  | Руан (СПб)           | Першість Санкт-Петербурга. Перша група |       |          |
| 2008  | Руан-Нева (Кіровськ) | Чемпіонат Санкт-Петербурга. Вища група |       |          |
| 2008  | Руан-Нева (Кіровськ) | Чемпіонат Ленінградської області       |       |          |
| 2009  | Руан (СПб)           | Чемпіонат Санкт-Петербурга. Вища група | 5     |          |
| 2009  | Руан (Тосно)         | Чемпіонат Ленінградської області       |       |          |
| 2010  | Руан (Тосно)         | МРО «Північ-Захід»                     | 5-6   |          |
| 2010  | Руан-Самсон (Тосно)  | Чемпіонат Санкт-Петербурга. Вища група | 4     |          |
| 2010  | Руан (Тосно)         | Чемпіонат Ленінградської області       |       |          |
| 2011  | Руан (СПб/Павлово)   | МРО «Північ-Захід»                     | 9     |          |
| 2011  | Руан (СПб/Павлово)   | Чемпіонат Санкт-Петербурга. Вища група |       |          |
| 2012  | Руан (Тосно)         | МРО «Північ-Захід»                     |       |          |
| 2012  | Руан (Тосно)         | Чемпіонат Санкт-Петербурга. Вища група | 4     |          |
| 2013  | Руан (Тосно)         | Чемпіонат Ленінградської області       | 7     |          |

### МВС Агро
У 2011—2012 роках під керівництвом Хоменка в чемпіонаті Ленінградської області виступала команда клубу «Тосно» під назвою «ВМС Агро». У 2011 році вона стала срібним призером, а в 2012 році зайняла шосте місце. Фіналіст Кубку області 2011 року.

## Історія клубу

Логотип клубу в сезоні 2013/14 років

Ідея створення професійної команди в Ленінградській області з'явилася в 2012 році. У березні 2013 року було прийнято рішення про створення професійного футбольного клубу за підтримки холдингової компанії Fort Group, яка є генеральним спонсором, і Регіональної громадської організації «Футбольний клуб „Тосно“». Клуб представвляє Ленінградську область. На засіданні Ради Асоціації «Професійна футбольна Ліга», яка відбулася 13 червня 2013 року, клуб був прийнятий в члени ПФЛ. У свій перший сезон «Тосно» був заявлений в зону «Захід» першості ПФЛ. Перші два сезони домашні матчі клуб проводив на стадіоні «Кіровець» в місті Тихвін через невідповідність міського стадіону Тосно умов ПФЛ. Декілька домашніх матчів було проведено на МСА «Петровський» (Санкт-Петербург), який починаючи з сезону 2015/16 років став основним стадіоном команди. З квітня 2016 року домашнім стадіоном став «Центральний» у Великому Новгороді.
Новачками команди стали переважно петербурзькі вихованці, а також гравці, знайомі тренерському штабу. У команді з'явилися гравці, які пройшли досвід виступів у вищому і першому дивізіонах російського футболу — Олександр Петухов, Юрій Солнцев, Валентин Філатов, Андрій Луканченков, Олександр Савін, Ілля Долматов, Артем Смирнов, Станіслав Тарасюк.

### Сезон 2013/14 років
У рік свого дебюту футбольний клуб «Тосно» стартував у двох турнірах: першості ПФЛ (зона «Захід») та в Кубку Росії. Перший матч в історії клубу — 21 червня 2013 року: СДЮШОР «Зеніт» — «Тосно» — 1:3. Перший офіційний матч був зіграний 10 липня — в 1/256 фіналу Кубку Росії був обіграний ФК «Вологда». У підсумку, «Тосно» вийшов у 1/4 фіналу турніру, перегравши 6 суперників, в числі яких команда першого дивізіону — «Динамо» (Санкт-Петербург) і команди Прем'єр-ліги — єкатеринбурзький «Урал» та московський «Спартак». «Тосно» став першим клубом в історії футболу Санкт-Петербурга й Ленінградської області, який будучи учасником 2-го дивізіону, потрапив до стадії 1/4 фіналу Кубку Росії.
Першої поразки клуб зазнав 27 жовтня в своїй 23-ій грі, не програвши до цього 18 матчів у першості і 4 у Кубку Росії. На наступний день був розірваний контракт з головним тренером Віктором Демидов. Решту матчів у 2013 році командою керував тренер воротарів Кирило Гашичев.
На лютневих зборах 2014 року на чолі команди був український фахівець Олег Лещинський, а 4 березня він офіційно став головним тренером команди. 12 березня в 1/8 фіналу Кубку Росії 2013/14 «Тосно» сенсаційно вибив з турніру московський «Спартак», обігравши його в гостьовому матчі завдяки єдиному голу, на 114-ій хвилині від Валентина Філатова. Цей випадок став лише четвертим в історії Кубку Росії, коли клуб третього за силою дивізіону вийшов до 1/4 змагання. На наступній стадії 26 березня «Тосно» в гостьовому матчі поступився «Краснодару» з рахунком 0:3. 15 травня Лещинський був звільнений через конфлікт з гравцями. Виконуючим обов'язки головного тренера став начальник команди В'ячеслав Матюшенко. 27 травня, за два тури до кінця чемпіонату, був обіграний головний суперник іванівський «Текстильник», 1:0. Таким чином, першу річницю свого існування «Тосно» відзначив достроковою перемогою в зоні «Захід» ПФЛ, набравши 71 очко й зазнав лише двох поразок у чемпіонаті. Клуб виборов право виступати в ФНЛ наступного сезону.

### Сезон 2014/15 років

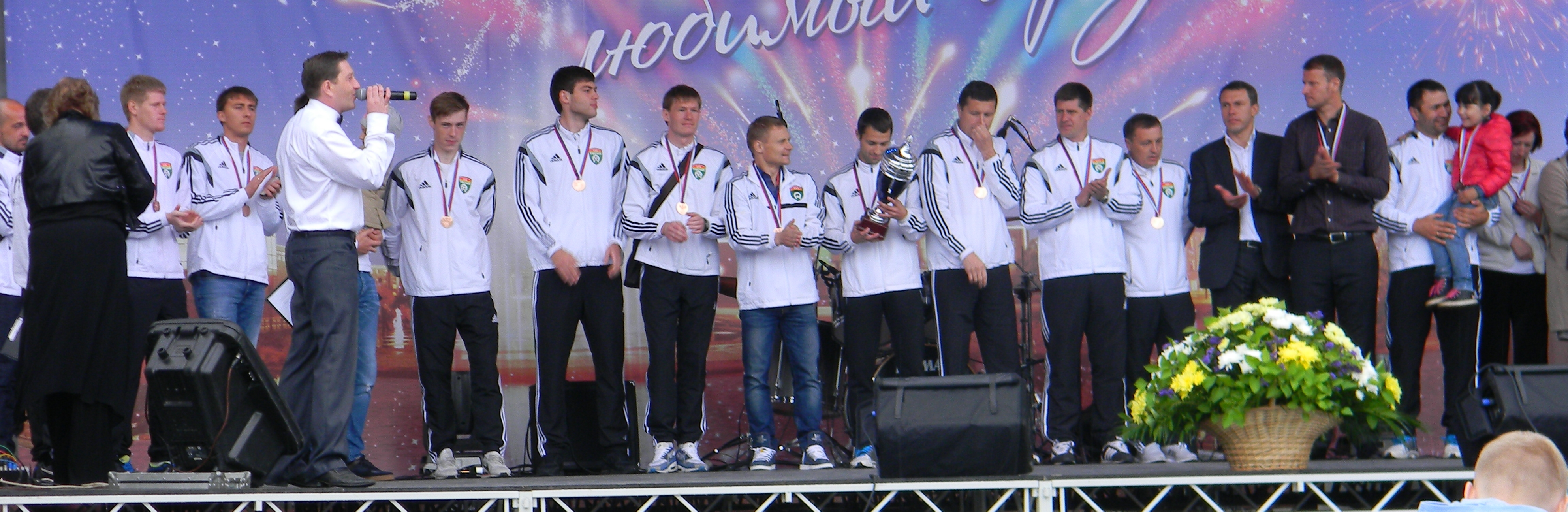
Нагородження ФК «Тосно» бронзовими медалями ФНЛ, м Тосно, 12 червня 2015 року

28 липня 2014 року був підписаний контракт з новим головним тренером — Ніколаєм Костовим, болгарським фахівцем, а трохи пізніше — з його асистентом Веселіном Атанасовим. У перших чотирьох матчах командою керував Кирило Гашичев; Костов був внесений в заявку 30 липня. З самого початку першості «Тосно» зайняв місце у верхній частині таблиці, з 8 по 12-ий тур очолюючи її, але перше коло завершив на п'ятому місці, відстаючи від лідера «Анжі» на 5 очок. 5 листопада контракт з Костовим був розірваний за згодою сторін. Осінню частину першості команда під керівництвом старшого тренера Кирила Гашичева завершила чотирма перемогами, завдяки яким вийшла на 3-тє місце в турнірній таблиці, поступаючись лише «Анжі» й «Томі». У листопаді 2014 року було оголошено, що до початку сезону 2015/16 років клуб планує побудувати власний десятитисячний стадіон в Тосно. 4 грудня був підписаний дворічний контракт з колишнім головним тренером клубу «Промінь-Енергії» Олександром Григоряном. Напередодні першого навчально-тренувального збору 2015 року склад команди зміцнився новими гравцями — прийшли голкіпер Сергій Нарубін, який відіграв 7 сезонів в «Амкарі», захисник Гурам Тетрашвілі й нападник Станіслав Прокоф'єв з «Променя-Енергії»; екс-зенітовець півзахисник Максим Астаф'єв, багаторічний лідер «Сибіру»; захисник Євген Зубейко, польський захисник Марцин Ковальчик, з тульського «Арсеналу» в рідні краї, також як і Астаф'єв, повернувся нападник Максим Вотінов.
У лютому 2015 клуб посів останнє, 16-те місце на Кубку ФНЛ в Туреччині, а 28 лютого Григорян був відправлений у відставку за згодою сторін і за сімейними обставинами. Виконуючим обов'язки головного тренера був призначений Євген Перевертайло, який став головним тренером 26 березня. Весняну частину сезону 2014/15 років «Тосно» провів достойно, але поразки в Ярославлі і Тюмені не дозволили команді зайняти одне з перших двох місць, які гарантують пряму путівку в Прем'єр-лігу. «Тосно» фінішував слідом за «Крилами Рад» і «Анжі» на третьому місці, отримавши право взяти участь в стикових матчах проти «Ростова», в яких поступився за сумою двох матчів (0:1, 1:4).
У липні 2015 року «Тосно» провів ротацію складу. У літнє трансферне вікно четверо футболістів пішли в клуби Прем'єр-ліги — Хадарцев, Ревішвілі, Зайцев й Нарубін, а ряд футболістів перейшли в інші клуби ФНЛ. Склад команди поповнили Михайло Комков, Григорій Чиркін і Олексій Аравін (всі — «Анжі»), Михайло Міщенко («Сахалін»), Микита Тимошин («Шинник»), Едуард Байчороа («Кубань»), Рустем Мухаметшин («Мордовія»), Павло Голишев («Том»), білорус Денис Лаптєв («Славія» Мозир), а пізніше українець Ілля Михальов («Карпати»/«Томь»), Євген Кобозев («Терек») й Дмитро Прошин («Псков-747»).

### Сезон 2015/16 років
Другий сезон у дивізіоні «Тосно» розпочав досить посередньо, й 31 липня 2015 року, після чотирьох турів першості, в яких клуб двічі виграв і двічі програв, за обопільною згодою розірвали договір з Перевертайло. Сам тренер заявив, що йому не вистачило часу й довіри. Тренерська перестановка сталася в той час, коли «Тосно» мав провести шість виїзних матчів. 12 серпня було оголошено про підписання дворічного контракту з Дмитром Парфьоновим, який до цього тренував «Текстильник» (Іваново). Чотириразовий чемпіон Росії у складі московського «Спартака» в свій штаб запросив багаторічного партнера по команді Юрія Ковтуна. Після 9-го туру «Тосно» займав 17-ий рядок і знаходився в зоні вильоту. У першому домашньому матчі при Парфьонові команда добилася нічийного результату, однак потім тричі програла. До кінця листопада команда підійшла на 18-му місці і перебувала в зоні вильоту, але вигравши останні два матчі в році, піднялася на 14-те місце. Здобувши 9 перемог в 14-ти матчах весняного етапу, «Тосно» посів підсумкове сьоме місце в першості. Чотири останні домашні матчі були проведені на стадіоні «Центральний» у Великому Новгороді.
У Кубку Росії, обігравши на стадії 1/32 фінау «Псков-747», команда вийшла на «Ростов». «Тосно» в додатковий час переграв фактично дублюючий склад, яким виступали ростовчани. У 1/8 фіналу «Тосно» на головній арені «Петровського» зустрічався з «Зенітом» й програв з рахнком 0:5.

### Сезон 2016/17 років
Осінню частину першості ФНЛ 2016/17 «Тосно» завершив на другому місці, після 24 матчів на 5 очок відстаючи від московського «Динамо» і на 8 очок випереджаючи «СКА-Хабаровськ». У Кубку Росії команда дійшла до чвертьфіналу, пройшовши клуби Прем'єр-ліги «Ростов» й «Арсенал», але поступилася «Локомотиву» з рахунком 0:1.
У квітні 2017 було оголошено про початок співпраці з московською школою «Чертаново (центр освіти)». 6 травня, за три тури до закінчення першості перемігши в гостьовому матчі «Нафтохімік» з рахунком 2:0, «Тосно» завоював путівку в прем'єр-лігу.

## Досягнення
- Першість Футбольної Національної Ліги
  -  Срібний призер (1): 2016/17
  -  Бронзовий призер (1): 2014/15

- Першість ПФЛ (зона «Захід»)
  -  Чемпіон (1): 2013/14

- Кубок Росії
  -  Володар (1): 2017/18

## Статистика виступів
| Сезон   | Дивізіон          | Місе | І  | В  | Н | П  | М     | О  | Бомбардир            |  | Кубок Росії | І | В | Н | П | М   | Остання стадія — суперник        |
| ------- | ----------------- | ---- | -- | -- | - | -- | ----- | -- | -------------------- |  | ----------- | - | - | - | - | --- | -------------------------------- |
| 2013/14 | ПФЛ (Д3), «Захід» |      | 32 | 21 | 8 | 3  | 51-16 | 71 | Олександр Савін (12) |  | 2013/14     | 7 | 4 | 2 | 1 | 9-5 | 1/4 — Краснодар 0:3 (г)          |
| 2014/15 | ФНЛ (Д2)          |      | 34 | 20 | 5 | 9  | 50-36 | 65 | Батраз Хадарцев (7)  |  | 2014/15     | 3 | 1 | 1 | 1 | 4-4 | 1/8 — Кубань 0:3 (г)             |
| 2015/16 | ФНЛ (Д2)          | 7    | 38 | 17 | 4 | 17 | 57-53 | 55 | Володимир Іьїн (14)  |  | 2015/16     | 3 | 2 | 0 | 1 | 2-5 | 1/8 — Зеніт (СПб) 0:5 (г)        |
| 2016/17 | ФНЛ (Д2)          |      | 38 |    |   |    |       |    |                      |  | 2016/17     | 4 | 3 | 0 | 1 | 6-3 | 1/4 — Локомотив (Москва) 0:1 (г) |

### Аматорські команди
У першості Росії серед футбольних клубів третього дивізіону (ЛФЛ, Д4) виступає команда «Тосно-М», у чемпіонаті Ленінградської області (Д5) — команда «Тосно».
| Сезон | Турнір                                             | Місце |
| ----- | -------------------------------------------------- | ----- |
| 2014  | ЛФЛ, МРО «Північний-Захід»                         | 9     |
| 2014  | Чемпіонат Ленінградської області, чоловічі команди | 9     |
| 2015  | ЛФЛ, МРО «Північний-Захід»                         |       |
| 2015  | Чемпіонат Ленінградської області, чоловічі команди | 6     |
| 2016  | ЛФЛ, МРО «Північний-Захід»                         | 4     |
| 2016  | Чемпіонат Ленінградської області, чоловічі команди | 6     |

### Найбільші перемоги й поразки
Перемоги
- Першість Росії:

5:0 — «Знамя Труда» (д), 25 серпня 2013, ПФЛ 2013/14
6:1 — «Торпедо» (Владимир) (д), 24 травня 2014, ПФЛ 2013/14
6:1 — «Спартак-2» (Москва) (д), 15 травня 2016, ФНЛ 2015/16
- Кубок Росії:'

3:0 — «Північ» (г), 11 серпня 2013, 2013/14 — 1/64
4:1 — «Коломна» (г), 31 серпня 2013, 2014/15 — 1/32
Поразки
- Першість Росії:

1:4 — «Промінь-Енергія» (г), 3 серпня 2014, ФНЛ 2014/15
1:4 — «Ростов» (г), 7 червня 2015, плей-оф
0:3 — «КАМАЗ» (г), 10 травня 2016, ФНЛ 2015/16
0:3 — «Тамбов» (г), 10 травня 2017, ФНЛ 2016/17
- Кубок Росії:

0:5 — «Зеніт» (г), 28 жовтня 2015, 2015/16 — 1/8

### Серії
Переможні
- Першість Росії: 7 матчів:

1 — 27 травня 2014, ПФЛ 2013/14
9 листопада 2014 — 23 березня 2015, ФНЛ 2014/15
Безпрограшні
- У всіх турнірах: 22 матчі: 15 липня — 24 жовтня 2013: +14=8
- Першість: 18 матчів: 15 липня — 24 жовтня 2013: +11=7

Безвиграшні
- Першість Росії: 10 матчів: 20 липня — 21 вересня 2015: −8=2, ФНЛ 2015/16

## Список головних тренерів
| Тренр               | Період роботи                             | Ркзультати в першості |
| ------------------- | ----------------------------------------- | --------------------- |
| Віктор Демидов      | червень — 28 жовтня 2013                  | 19: +11=7-1, 29-9     |
| Кирило Гашичев      | 29 жовтня — листопад 2013                 | 2: +1=1-0, 3-2        |
| Олег Лещинський     | 4 березня — 15 травня 2014                | 7: +6=0-1, 10-1       |
| В'ячеслав Матюшенко | 16 травня — липень 2014                   | 5: +4=0-1, 10-4       |
| Ніколай Костов      | липень — 5 листопада 2014                 | 17: +8=4-5, 23-23     |
| Кирило Гашичев      | 6 — 21 листопада 2014                     | 4: +4=0-0, 10-3       |
| Олександр Григорян  | 4 грудня 2014 — 28 лютого 2015            | —                     |
| Євген Перевертайло  | 3 — 25 березня 26 березня — 31 липня 2015 | 17: +10=1-6, 21-15    |
| Кирило Гашичев      | 1 — 10 серпня 2015                        | 2: +0=1-1, 2-3        |
| Дмитро Парфьонов    | з 12 серпня 2015                          | 32: +15=3-14, 51-45   |

## Керівництво й тренерський штаб
- Дмитро Парфьонов — головний тренер
- Володимир Бесчастних — старший тренер
- Володимир Щербак — старший тренер
- Кирило Гашичев — тренер
- Світлана Проніна — президент
- В'ячеслав Матюшенко — генеральний директор
- Леонід Хоменко — виконавчий директор
- В'ячеслав Каргопольцев — спортивний директор
- Ігор Худогов — начальник команди
- Андрій Кудимов — тренер воротарів
- Сергій Дмитрієв — керівник департаменту дитячо-юнацького футболу; головний тренер «Тосно-М»

## Відомі гравці
Мають досвід виступів за націонаьні збірні. Гравці, чиє ім'я виділено жирним шрифтом грали в збірній під час своїв виступів у «Тосно».
| Країни колишнього СРСР - Денис Лаптєв - Отар Марцваладзе - Георгій Наваловський | - Нукрі Ревішвілі - Вагіз Галіулін - Артем Мілевський | Європа - Младен Кашчелан - Марцин Ковальчик |